# Elecciones al Senado de Argentina de 1931
Las Elecciones al Senado de la Nación Argentina de 1931 fueron realizadas a lo largo del mencionado año por las Legislaturas de las respectivas provincias para renovar las 30 bancas del Senado de la Nación luego del golpe de Estado del 6 de septiembre de 1930. En la Capital Federal el senador fue electo mediante el sistema indirecto de votación, donde se eligieron a 68 electores que luego se reunirián en el Colegio Electoral y proclamarían al senador electo.

## Resultados
| Partido       | Partido                                                     | Partido                                                     | Bancas    | Bancas    | Bancas    | Bancas  |
| Partido       | Partido                                                     | Partido                                                     | 1932-1935 | 1932-1938 | 1932-1941 | Totales |
| ------------- | ----------------------------------------------------------- | ----------------------------------------------------------- | --------- | --------- | --------- | ------- |
|               |                                                             | Partido Demócrata Nacional (PDN)                            | 4/10      | 3/10      | 5/10      | 12/30   |
|               | Unión Cívica Radical Antipersonalista (UCR-A)               | 2/10                                                        | 2/10      | 1/10      | 5/30      |         |
|               | Partido Popular (PP)                                        | 0/10                                                        | 1/10      | 1/10      | 2/30      |         |
|               | Partido Autonomista de Corrientes (PACo)                    | 1/10                                                        | 0/10      | 1/10      | 2/30      |         |
|               | Unión Cívica Radical Bloquista (UCR-B)                      | 0/10                                                        | 1/10      | 1/10      | 2/30      |         |
|               | Defensa Provincial (DP)                                     | 0/10                                                        | 0/10      | 1/10      | 1/30      |         |
| Concordancia  | Concordancia                                                | Concordancia                                                | 7/10      | 7/10      | 10/10     | 24/30   |
|               |                                                             | Partido Socialista (PS)                                     | 1/10      | 1/10      | 0/10      | 2/30    |
|               | Partido Demócrata Progresista (PDP)                         | 1/10                                                        | 1/10      | 0/10      | 2/30      |         |
| Alianza Civil | Alianza Civil                                               | Alianza Civil                                               | 2/10      | 2/10      | 0/10      | 4/30    |
|               | Unión Cívica Radical Antipersonalista de Entre Ríos (UCR-A) | Unión Cívica Radical Antipersonalista de Entre Ríos (UCR-A) | 1/10      | 1/10      | 0/10      | 2/30    |

## Resultados por provincia
| Provincia           | Senador electo                  | Partido | Partido                               | Mandato                                   |
| ------------------- | ------------------------------- | ------- | ------------------------------------- | ----------------------------------------- |
| Buenos Aires        | Matías Sánchez Sorondo          |         | Partido Demócrata Nacional            | 20 de enero de 1932 - 20 de enero de 1941 |
| Buenos Aires        | Antonio Santamarina             |         | Partido Demócrata Nacional            | 20 de enero de 1932 - 30 de abril de 1938 |
| Capital Federal     | Mario Bravo                     |         | Partido Socialista                    | 20 de enero de 1932 - 30 de abril de 1938 |
| Capital Federal     | Alfredo Palacios                |         | Partido Socialista                    | 20 de enero de 1932 - 30 de abril de 1935 |
| Catamarca           | Francisco R. Galíndez           |         | Partido Demócrata Nacional            | 20 de enero de 1932 - 20 de enero de 1941 |
| Catamarca           | Ramón S. Castillo               |         | Partido Demócrata Nacional            | 20 de enero de 1932 - 30 de abril de 1935 |
| Córdoba             | Guillermo Rothe                 |         | Partido Demócrata Nacional            | 20 de enero de 1932 - 20 de enero de 1941 |
| Córdoba             | Mariano P. Ceballos             |         | Partido Demócrata Nacional            | 20 de enero de 1932 - 30 de abril de 1935 |
| Corrientes          | Juan José Lubary                |         | Partido Autonomista de Corrientes     | 20 de enero de 1932 - 20 de enero de 1941 |
| Corrientes          | Juan Ramón Vidal                |         | Partido Autonomista de Corrientes     | 20 de enero de 1932 - 30 de abril de 1935 |
| Entre Ríos          | Atanasio Eguiguren              |         | Unión Cívica Radical Antipersonalista | 20 de enero de 1932 - 30 de abril de 1938 |
| Entre Ríos          | Eduardo Laurencena              |         | Unión Cívica Radical Antipersonalista | 20 de enero de 1932 - 30 de abril de 1935 |
| Jujuy               | Benjamín Villafañe Chaves       |         | Partido Popular                       | 20 de enero de 1932 - 20 de enero de 1941 |
| Jujuy               | Rudecindo S. Campos             |         | Partido Popular                       | 20 de enero de 1932 - 30 de abril de 1938 |
| La Rioja            | Raúl Ceballos Reyes             |         | Unión Cívica Radical Antipersonalista | 20 de enero de 1932 - 20 de enero de 1941 |
| La Rioja            | Horacio Vera Ocampo             |         | Unión Cívica Radical Antipersonalista | 20 de enero de 1932 - 30 de abril de 1935 |
| Mendoza             | Mario Arenas                    |         | Partido Demócrata Nacional            | 20 de enero de 1932 - 20 de enero de 1941 |
| Mendoza             | Cruz Vera                       |         | Partido Demócrata Nacional            | 20 de enero de 1932 - 30 de abril de 1938 |
| Salta               | Robustiano Patrón Costas        |         | Partido Demócrata Nacional            | 20 de enero de 1932 - 30 de abril de 1938 |
| Salta               | Carlos Serrey                   |         | Partido Demócrata Nacional            | 20 de enero de 1932 - 30 de abril de 1935 |
| San Juan            | Aldo Cantoni                    |         | Unión Cívica Radical Bloquista        | 20 de enero de 1932 - 20 de enero de 1941 |
| San Juan            | Carlos R. Porto                 |         | Unión Cívica Radical Bloquista        | 20 de enero de 1932 - 30 de abril de 1938 |
| San Luis            | Adolfo Rodríguez Saá "El Pampa" |         | Partido Demócrata Nacional            | 20 de enero de 1932 - 20 de enero de 1941 |
| San Luis            | Alberto Arancibia Rodríguez     |         | Partido Demócrata Nacional            | 20 de enero de 1932 - 30 de abril de 1935 |
| Santa Fe            | Lisandro de la Torre            |         | Partido Demócrata Progresista         | 20 de enero de 1932 - 30 de abril de 1938 |
| Santa Fe            | Francisco E. Correa             |         | Partido Demócrata Progresista         | 20 de enero de 1932 - 30 de abril de 1935 |
| Santiago del Estero | Carlos A. Bruchmann             |         | Unión Cívica Radical Antipersonalista | 20 de enero de 1932 - 30 de abril de 1938 |
| Santiago del Estero | Pío Montenegro                  |         | Unión Cívica Radical Antipersonalista | 20 de enero de 1932 - 30 de abril de 1935 |
| Tucumán             | Lucio López Peña                |         | Defensa Provincial                    | 20 de enero de 1932 - 20 de enero de 1941 |
| Tucumán             | José Nicolás Matienzo           |         | Unión Cívica Radical Antipersonalista | 20 de enero de 1932 - 30 de abril de 1938 |

1. ↑  Renunció el 3 de octubre de 1940 al ser designado Ministro de Justicia e Instrucción Pública, no fue reemplazado.
2. ↑  Renunció el 18 de febrero de 1935 al ser electo vicegobernador de la provincia de Mendoza, lo reemplaza Gilberto Suárez Largo (PDN) el 2 de mayo de 1935.
3. ↑  Falleció el 16 de junio de 1933, lo reemplaza Laureano Landaburu (PDN) el 9 de junio de 1934.
4. ↑  Renunció el 5 de enero de 1937, lo reemplaza Juan Cepeda (UCR-A) el 8 de julio de 1937.
5. ↑  Falleció el 2 de febrero de 1935. Su reemplazante designado para el siguiente mandato, Enzo Bordabehere, fue asesinado el 23 de julio de 1935, poco antes de incorporarse. No fue reemplazado.
6. ↑  Renuncia el 22 de diciembre de 1940 para ser presidente de la Caja de Jubilados Bancarios, no fue reemplazado.
7. ↑  Fallece el 3 de enero de 1936, lo reemplaza Manuel García Fernández (UCR Concurrencista) el 5 de junio de 1936.

### Capital Federal
Mientras que 28 de los 30 escaños del Senado de la Nación Argentina eran entonces designados por las legislaturas provinciales electas, la Capital Federal carecía de un gobierno autónomo y sus dos senadores eran designados por un Colegio Electoral, que era elegido por los ciudadanos del distrito. El Partido Socialista obtuvo un aplastante triunfo en estos comicios, dando como resultado la elección de sus dirigentes Alfredo Palacios y Mario Bravo como senadores. Se realiza la elección el 8 de noviembre de 1931.
|  | 65,08 % |

|  | 32,73 % |

|  | 1,30 % |

|  | 0,89 % |

|  | 82,79 % |

|  | 17,21 % |

|  | 100 % |

|  | 86,90 % |